# Hilarion Capucci
Hilarion Capucci BA (ur. 2 marca 1922 w Aleppo, zm. 1 stycznia 2017 w Rzymie) – syryjski duchowny katolicki Kościoła melchickiego, tytularny arcybiskup, wikariusz apostolski Jerozolimy 1965-1974.

## Życiorys
Święcenia kapłańskie otrzymał 20 lipca 1947.
20 lipca 1965 mianowano go tytularnym arcybiskupem. 5 września tego samego roku z rąk patriarchy Maksymosa IV Saigha przyjął sakrę biskupią. Od 1965 piastował godność wikariusza apostolskiego Jerozolimy. W 1974 aresztowany przez Izrael pod zarzutem przemytu broni. Skazany na 12 lat pozbawienia wolności. Zwolniony po 4 latach odbywania kary. 